# 愛德華·豪士

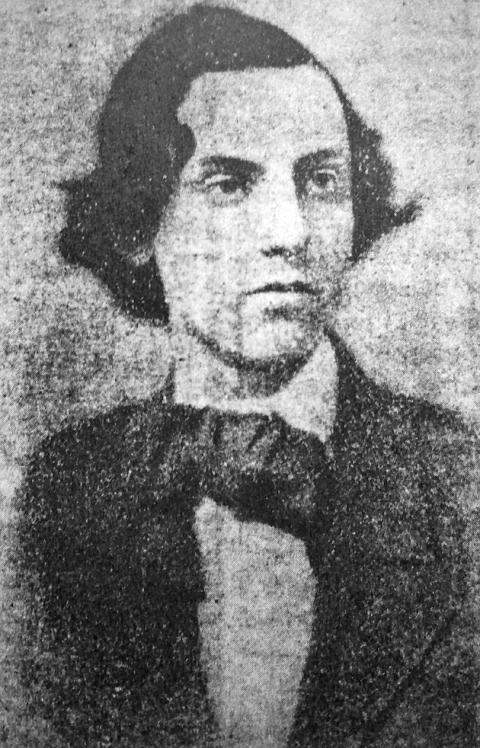
愛德華·霍華德·豪士

愛德華·霍華德·豪士（英語：Edward Howard House，1836年10月5日—1901年12月18日），曾為《紐約論壇報》撰稿的美國記者，在其後創辦了日本英文報紙《Tokio Times》。

## 職業生涯
豪士出生在波士頓，他的父親是雕刻家Timothy House，而母親是鋼琴家。豪士在十四歲時創作了一首管弦樂曲，之後四年開始為波士頓信使報撰稿，並擔任該報的音樂和戲劇評論家。除此之外，豪士還有一段時間擔任鈔票雕刻師 。在1858年，他離開波士頓信使報轉投《紐約論壇報》，加入霍勒斯·格里利的團隊。隨後，於1859年，他以假名的身份冒險前往弗吉尼亞州的查爾斯鎮，使用偽造的證件報導了約翰·布朗的審判，也就是弗吉尼亞訴約翰·布朗案。
在1870年，論壇報派遣豪士前往日本報導。在那裡，他除了為《紐約時報》、《大西洋月刊》和《哈潑雜誌》撰稿外，還在後來的東京大學擔任教職。他成為1874年台灣遠征中唯一隨日軍的外國記者。遠征結束後的三年，豪士創立了《東京時報》，然而在他於1880年返回美國時，自己的出版物僅持續了三年。1882年，豪士再次定居日本，為弗蘭克·布林克利的《日本郵報》工作，同時繼續在東京大學任教。從1885年到1893年，他回到美國接受嚴重痛風的治療。1893年後，豪士搬到東京的麴町，繼續為《每日郵報》撰稿，專注於音樂話題。1898年，他被任命為宮廷管弦樂團的指揮。在1901年12月18日，豪士去世前不久，明治天皇授予他瑞寶章 。他的葬禮在他逝世後三天舉行，並在目黑區火化後葬於谷中靈園。